# ウィリアム・オーチャードソン
ウィリアム・オーチャードソン（Sir William Quiller Orchardson RA、1832年3月27日 - 1910年4月13日）はスコットランド生まれの画家である。肖像画や歴史に題材を得た作品、風俗画を描いた。

## 略歴
エディンバラに生まれた。父親はスコットランド出身の商人で、母親はオーストリア出身の女性であった。エディンバラの美術学校、トラスティーズ・アカデミー(Trustees Academy)で1845年から1857年の間学び、ロバート・スコット・ローダーの指導を受けた。同時期の学生のジョン・ペティ(1839-1893)と親しくなり、後にロンドンで共同のスタジオを開くことになる。1848年から王立スコットランド・アカデミーの展覧会に出展した。ジョン・エヴァレット・ミレーやアーサー・ボイド・ホウトンも挿絵を描いたスコットランドの出版社の月刊誌「Good Words」などの雑誌に挿絵を描いた。
1862年にロンドンに出て、ジョン・ペティと共同でスタジオを開き、ロンドンでは肖像画や歴史に題材をとった作品や風俗画を描いた。1880年代になってロイヤル・アカデミー・オブ・アーツの展覧会に出展した作品で人気になった。「ベレロフォン船上のナポレオン」などの作品が知られている。
1868年にロイヤル・アカデミーの準会員に選ばれ、1877年に正会員に選ばれた 。1907年にナイトの称号を得たが1910年に78歳でロンドンで亡くなった。

## 作品

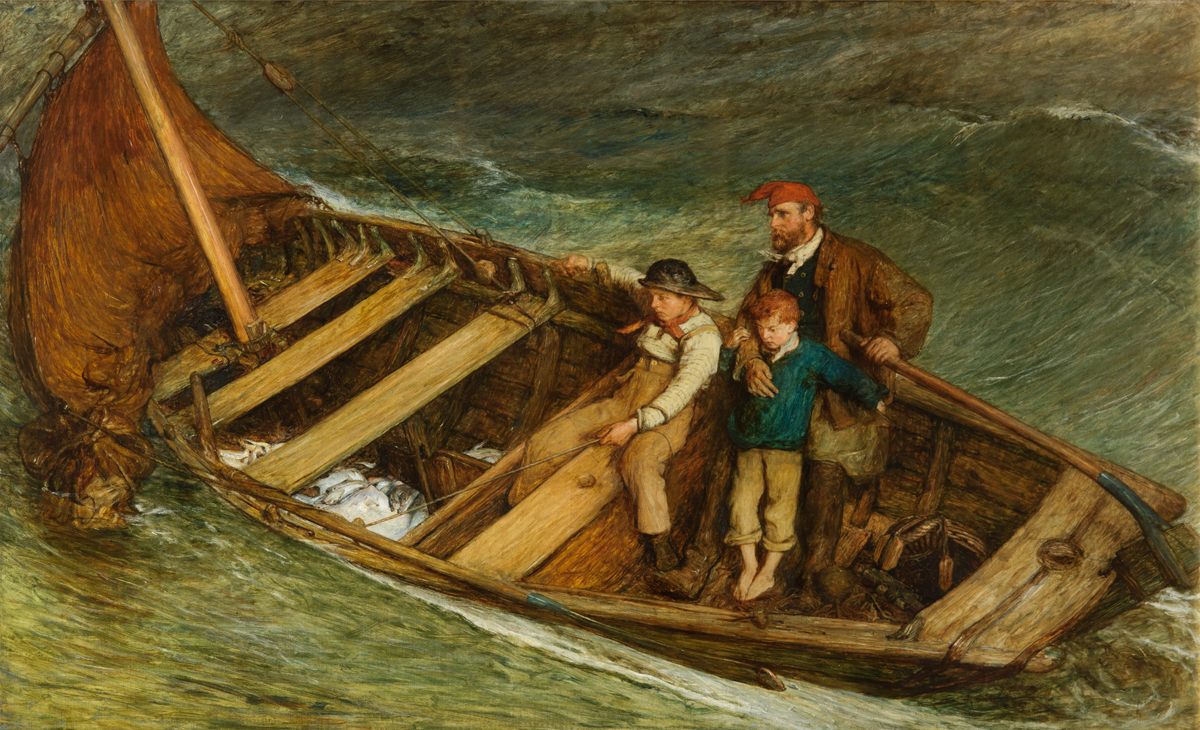
"Toilers of the Sea" (1870)
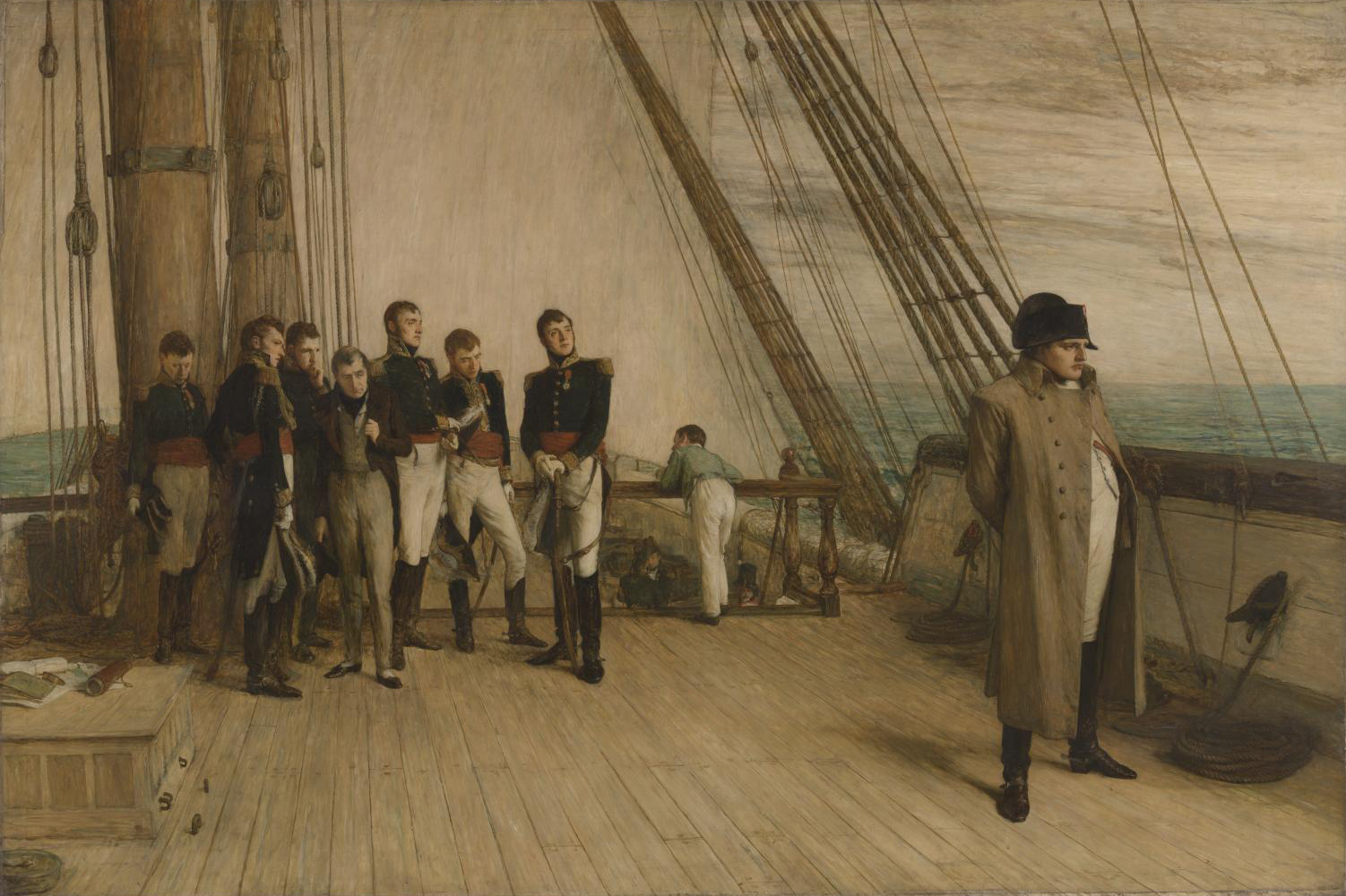
「ベレロフォン船上のナポレオン」(c.1880)
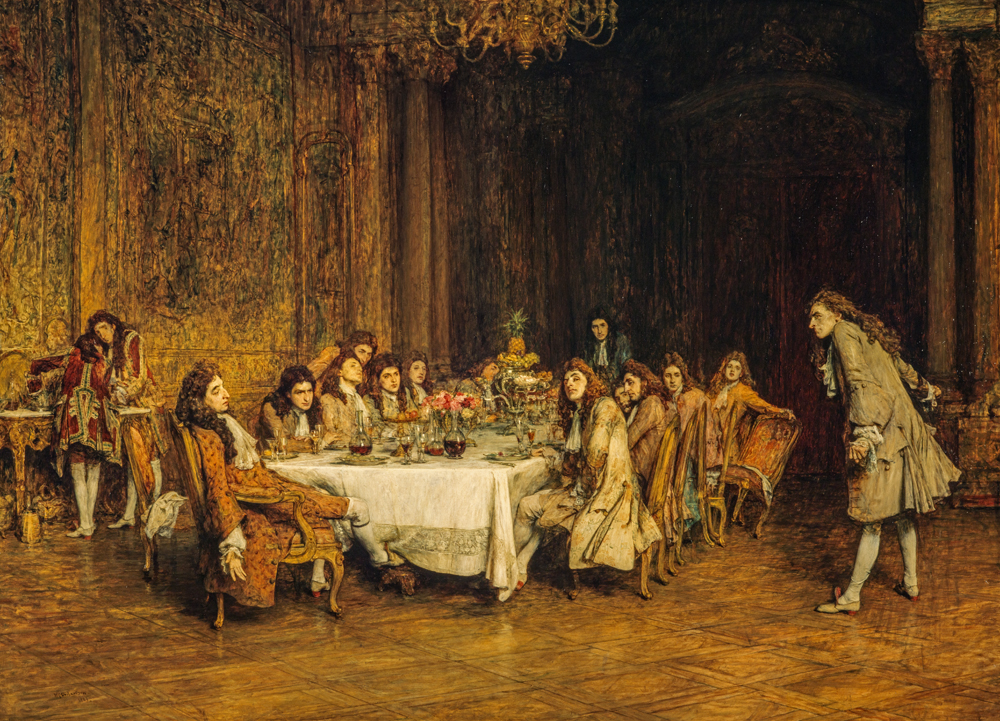
ヴォルテール (1883)
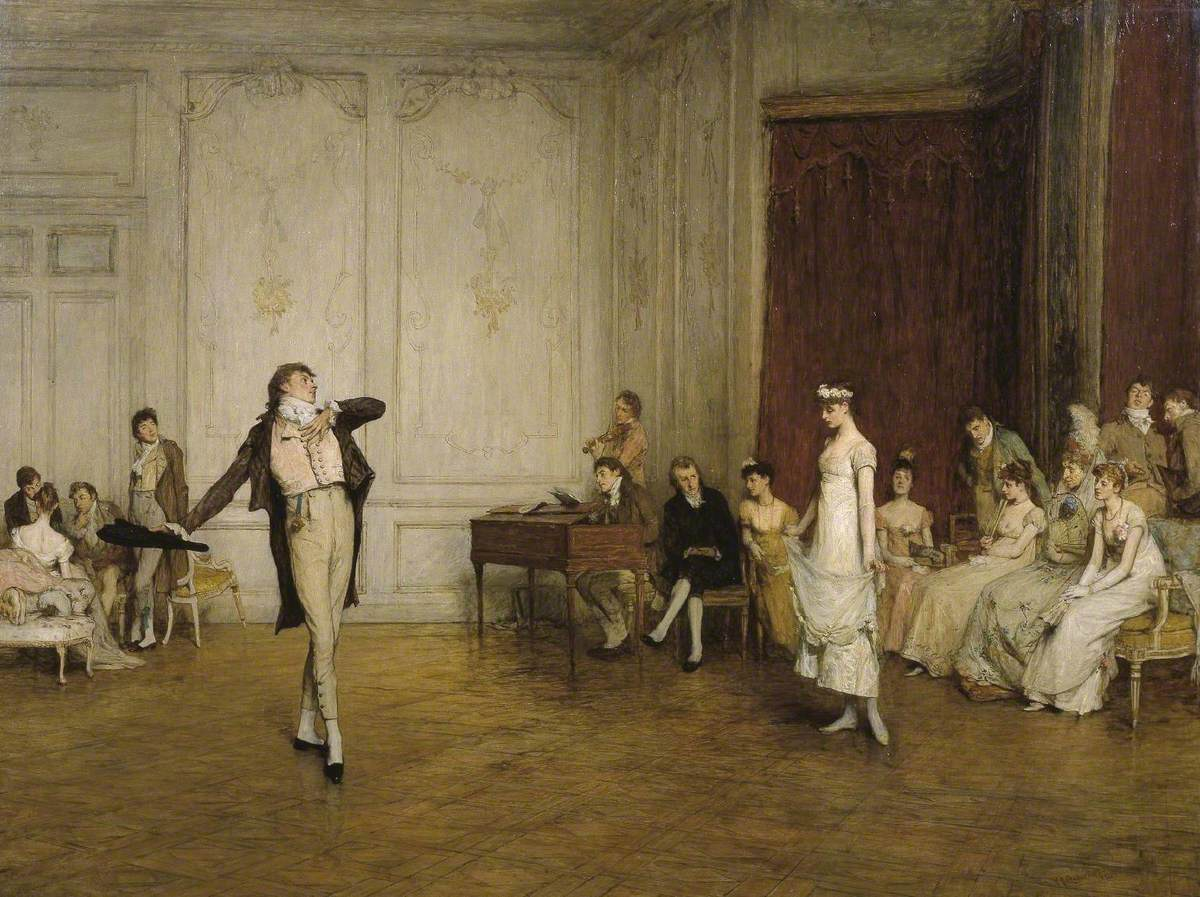
"Her First Dance" (1884)
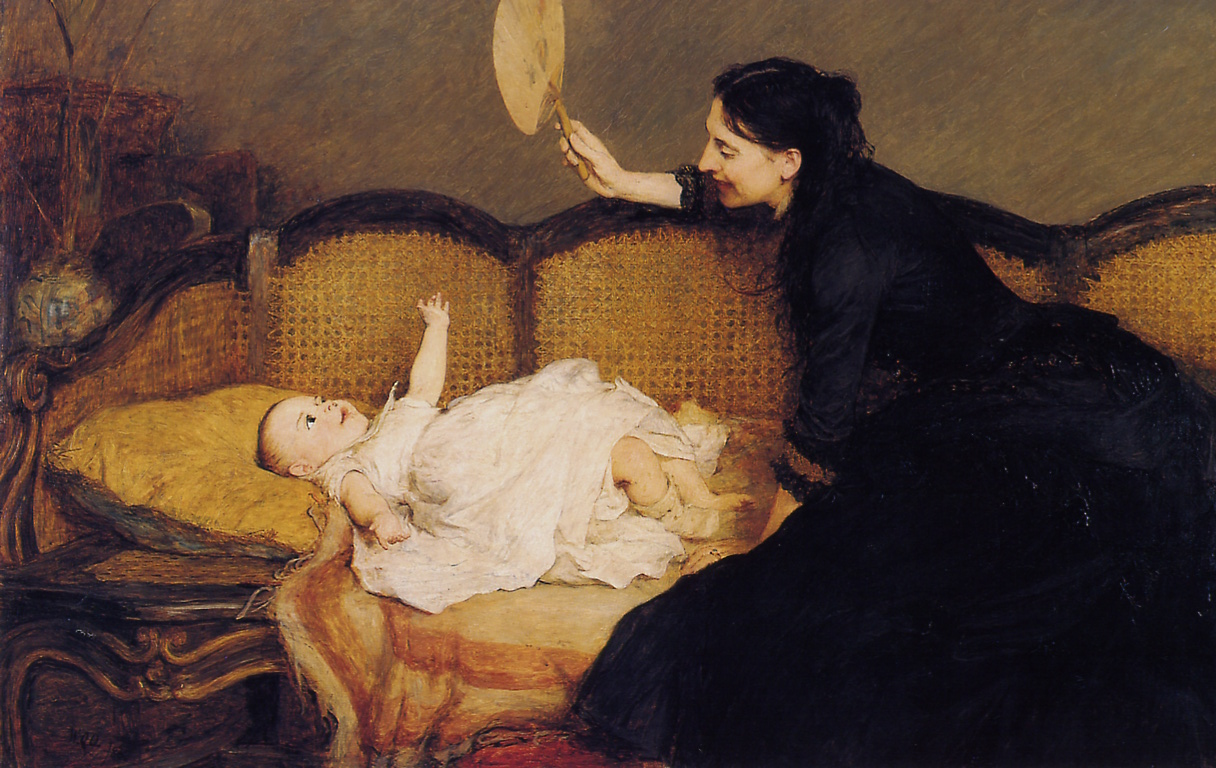
"Master Baby" (1886)
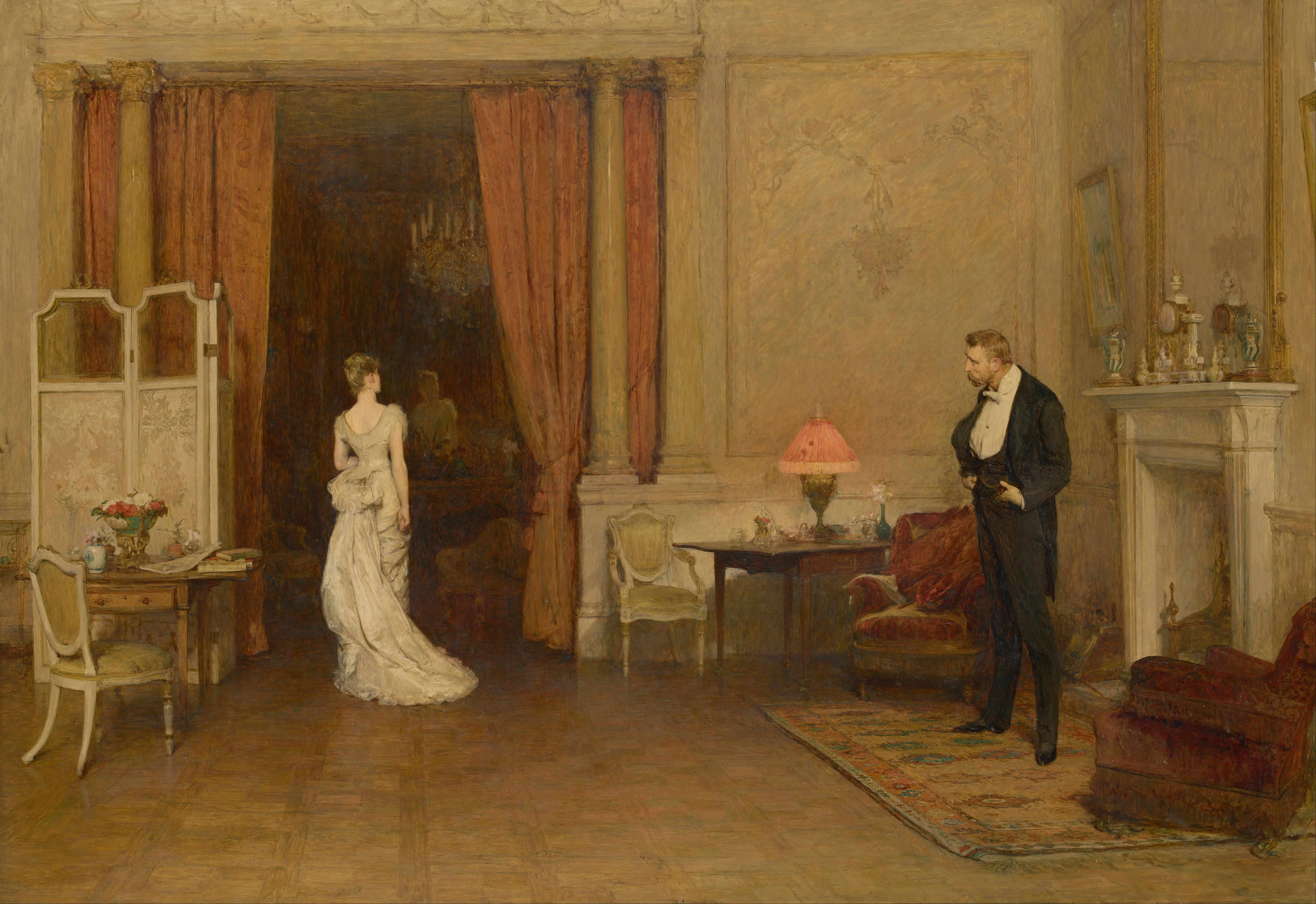
"The first cloud"(1887)